# Логара (перевал)
Перевал Логара́ (алб. Qafa e Llogarasë) — высокогорный перевал в Акрокераунских горах, соединяющий долину Дукат на севере с Химарой на юге. Ближайшимим к перевалу населёнными пунктами являются город Орикум на северной стороне перевала и деревня Дерми — на юге. Логарайский перевал расположен внутри национального парка Логара, который занимает площадь в 10,1 квадратного километра. В ноябре 1912 года во время восстания в Химаре на Логаре располагалось греческое подразделение с целью защитить регион Химара от османско-албанских атак со стороны Влёры.